# Sam Williams (giocatore di football americano)
Sam Williams (Clayton, 28 luglio 1980) è un giocatore di football americano statunitense che è attualmente free agent.

## Carriera universitaria
Ha giocato nei Fresno State Bulldogs squadra rappresentativa dell'università della California di Fresno dalla stagione 1999 alla 2002.

## Carriera professionistica

### Oakland Raiders
Al draft NFL 2003 è stato selezionato dagli Oakland Raiders come 83a scelta. Ha debuttato nella NFL il 22 settembre 2003 contro i Denver Broncos con il ruolo di defensive end indossando la maglia numero 54. Il 17 novembre è stato messo sulla lista infortunati a causa di un problema al ginocchio.
Dopo una stagione in cui ha trovato maggior spazio durante la preseason del 2005 ha subito una lacerazione del legamento anteriore crociato, è stato messo sulla lista infortunati il 29 agosto per la 2a volta in carriera.
Tornato dal brutto infortunio Williams ha cambiato il ruolo, è diventato outside linebacker ma ha mantenuto il suo numero di maglia. Nelle 3 stagioni successive è riuscito grazie anche a questo a incrementare la sua presenza in campo.
Il 1º aprile 2009 è diventato free agent, ha rifirmato con i Raiders per un anno.
Nella stagione 2010 è diventato unrestricted free agent, il 12 aprile ha rifirmato di nuovo con i Raiders. Ha giocato tutte le partite ed è stato impiegato soprattutto nella squadra speciale.
Il 30 luglio 2011 ha rifirmato per un altro anno con i Raiders.
Il 3 agosto si è infortunato, esattamente un mese dopo è stato svincolato.

## Statistiche
| Partite totali             | 84  |
| Partite totali da titolare | 24  |
| Tackle totali              | 129 |
| Intercetti fatti           | 1   |
| Fumble forzati             | 1   |
| Fumble recuperati          | 0   |